# Adam Haupt

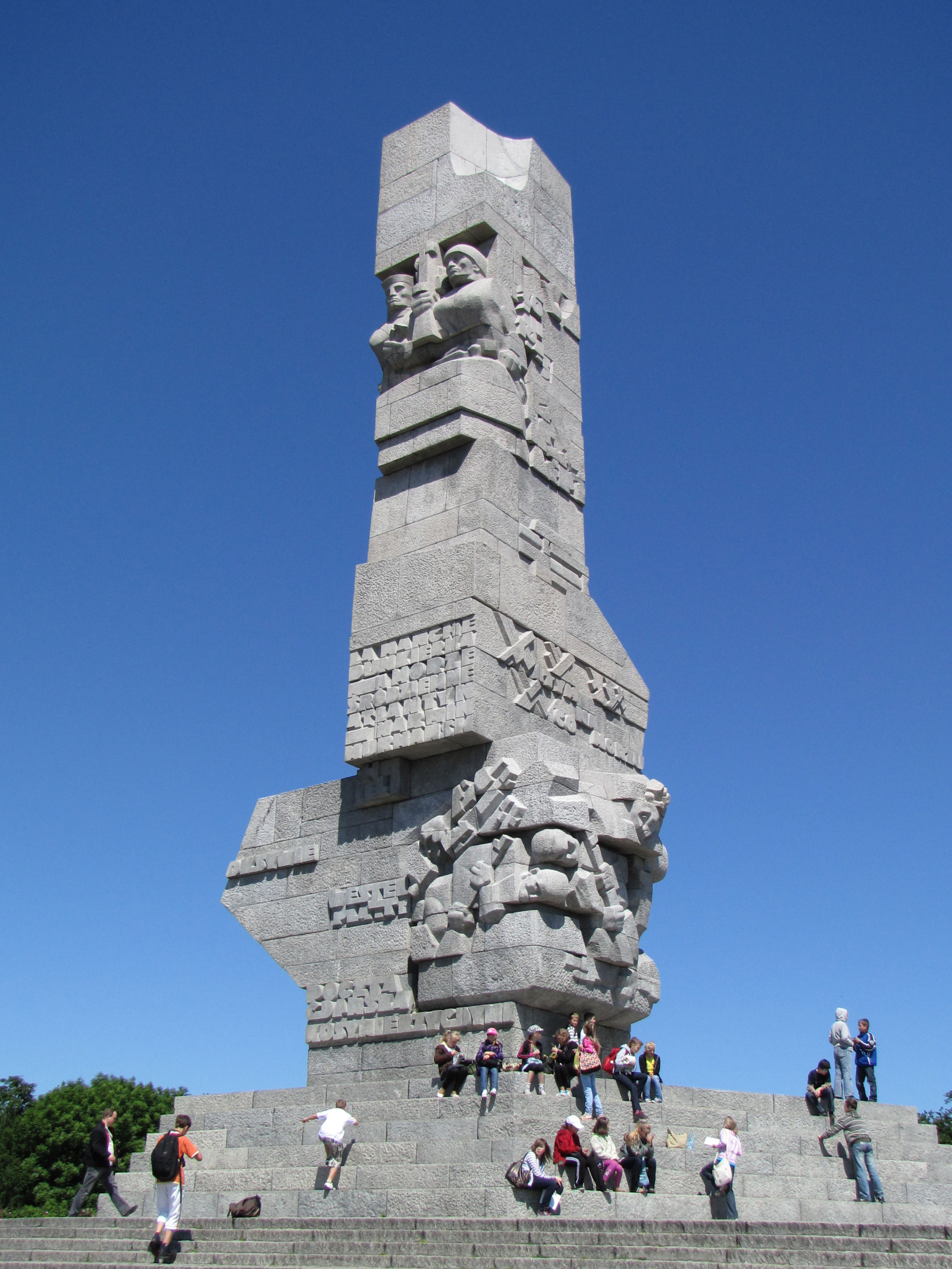
Pomnik Obrońców Wybrzeża

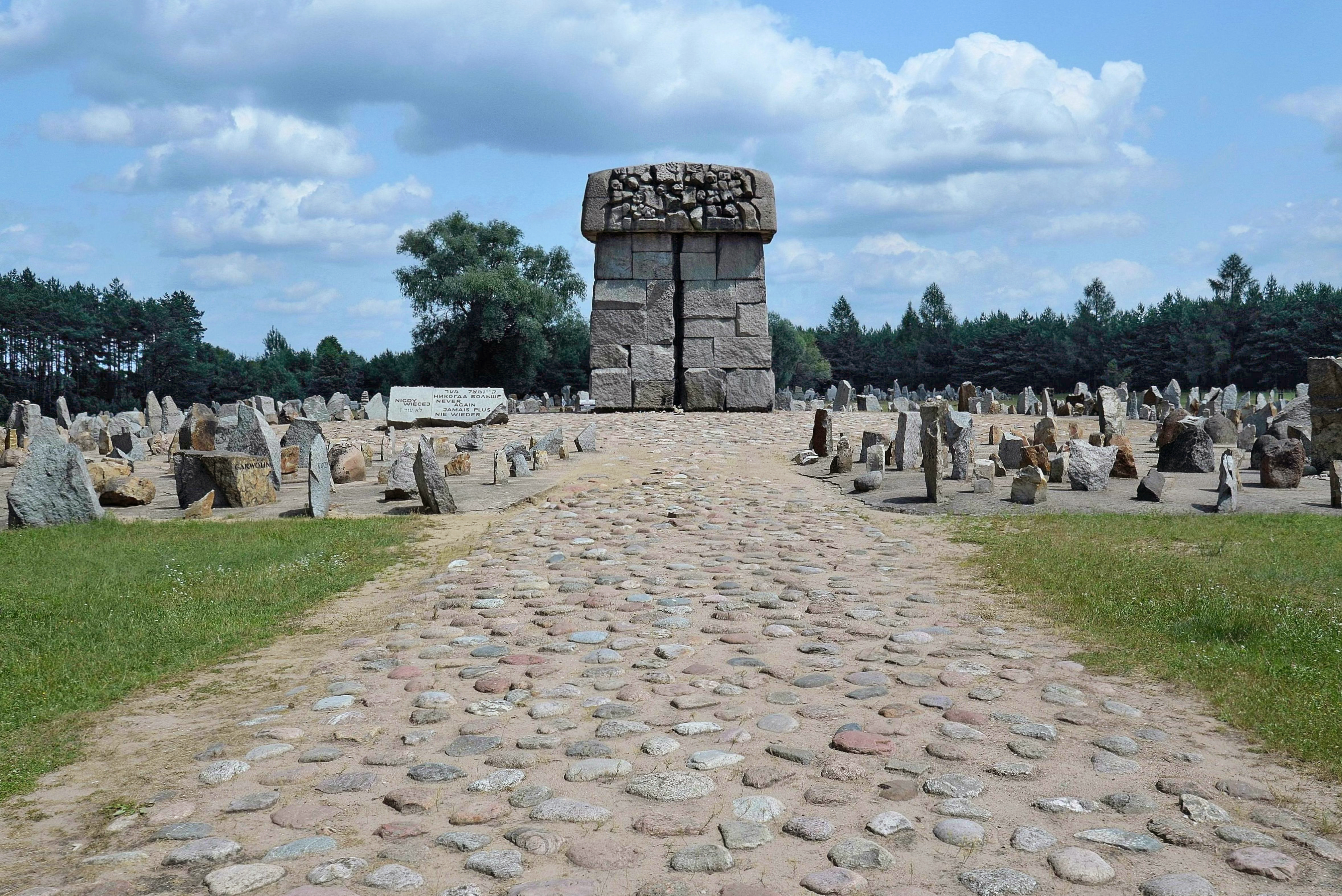
Pomnik Ofiar Obozu Zagłady w Treblince

Adam Haupt (ur. 12 października 1920 w Krakowie, zm. 19 lutego 2006 w Sopocie) – polski architekt, w latach 1962–1965 rektor Państwowej Wyższej Szkoły Sztuk Plastycznych w Gdańsku.

## Życiorys
Studiował na Wydziale Architektury Politechniki Lwowskiej, a następnie na Wydziale Architektury Politechniki Krakowskiej, studiował również na Wydziale Malarstwa ASP w Krakowie – wojna przerwała naukę. Dyplom na Wydziale Architektury Politechniki Krakowskiej uzyskał w 1946 roku. Profesor w gdańskiej Państwowej Wyższej Szkole Sztuk Plastycznych, zatrudniony w latach 1947–1998. Kierował pracowniami: Projektowania Okrętów i Form Przemysłowych oraz Podstaw Projektowania Wzornictwa Przemysłowego. Dziekan Wydziału Architektury w latach 1954–1956, 1961–1962 i 1968–1971; prorektor PWSSP w latach 1952–1954, 1981–1984, 1984–1987.
Autor cmentarza Żołnierzy Francuskich w Gdańsku, pomnika Stanisława Staszica w Pile, współautor pomnika Ofiar Obozu Zagłady w Treblince (wspólnie z Franciszkiem Duszeńko i Franciszkiem Strynkiewiczem), pomnika Obrońców Wybrzeża w Gdańsku (wspólnie z Franciszkiem Duszeńko i Henrykiem Kitowskim).
W latach 1966–1973 zasiadał w Wojewódzkiej Radzie Narodowej w Gdańsku.
Żonaty ze Sławą z domu Skłodowską.
Pochowany na cmentarzu katolickim w Sopocie (kwatera C6-1-31).

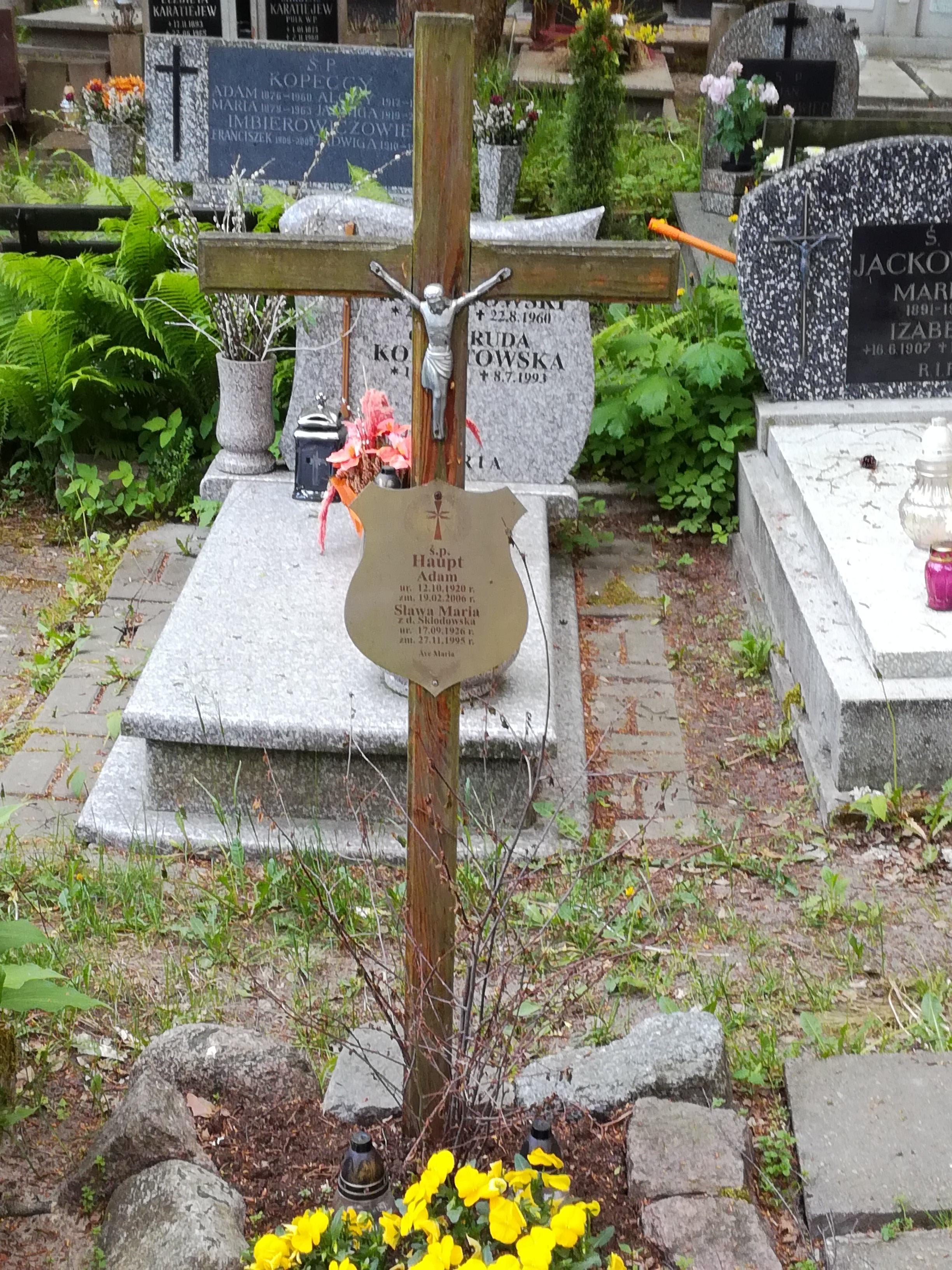
Grób Adama Haupta na cmentarzu katolickim w Sopocie

## Ordery i odznaczenia
- Krzyż Oficerski Orderu Odrodzenia Polski (1985)
- Krzyż Kawalerski Orderu Odrodzenia Polski (1964)
- Złoty Krzyż Zasługi (22 lipca 1953)[3]
- Złota Odznaka SARP (1988)
- Odznaka honorowa "Za zasługi dla Gdańska" (1960)[4]

## Nagrody
- Laureat Nagrody Miasta Gdańska w Dziedzinie Kultury (za 1987)[5]